# Машинное отделение
Машинное отделение — помещение на судне, предназначенное для размещения машин и механизмов, обеспечивающих его движение. Машинные отделения бывают не только на судах. Во многих зданиях на суше машинные отделения находятся на крыше или на чердаке, в них могут находиться лифтовые моторы, моторы вентиляции, бойлерные системы, или кондиционеры.

## Определение
Пункт 8 Правила 2 Главы II-1 СОЛАС (Международной конвенции по охране человеческой жизни на море) даёт следующее определение термина «машинное помещение»:
Машинное помещение — пространство, заключённое между теоретической основной плоскостью, плоскостью предельной линии погружения, а также крайними главными поперечными водонепроницаемыми переборками, ограничивающими помещения, в которых находятся главные механизмы, а также обслуживающие их вспомогательные механизмы, котлы и постоянные угольные бункеры. При необычном расположении пределы машинных помещений определяет администрация.